# اسمورف‌ها (فیلم)
اسمورف‌ها (انگلیسی: The Smurfs) فیلمی در ژانر کمدی و فانتزی به کارگردانی راجا گاسنل است که در سال ۲۰۱۱ منتشر شد.

## بازیگران
- نیل پاتریک هریس
- جیما مایز
- سوفیا ورگارا
- هانک آزاریا
- تیم گان
- الن کومینگ
- آنتون یلچین
- بی جی نواک
- فرانک ولکر
- فرد ارمیسن
- جرج لوپز
- جاناتان وینترز
- کیتی پری
- کینن تامسون
- پل روبنس
- تام کین
- اسکای جکسون